# Julio César Valentín
Julio César Valentín Jiminián (Santiago de los Caballeros, 3 de diciembre de 1966) es un abogado, político y académico dominicano. Se desempeñó como senador por la provincia de Santiago desde 2010 hasta 2020 y fue presidente de la Cámara de Diputados de la República Dominicana entre 2006 y 2010. Desde agosto de 2024, ocupa el cargo de Superintendente de Seguros, nombrado por el presidente Luis Abinader.

## Primeros años y educación
Valentín nació en Santiago de los Caballeros, República Dominicana. Se graduó en Derecho por la Universidad Tecnológica de Santiago (UTESA) y tiene una maestría en Ciencias Políticas para el Desarrollo. Ha realizado estudios de posgrado en Derecho Internacional Público, Diplomacia, Arbitraje Internacional y Derecho Parlamentario.

## Carrera

### Carrera judicial
Antes de entrar en la política, Valentín ejerció varios cargos judiciales, incluyendo juez de paz, juez de instrucción, traductor judicial y fiscal en el distrito judicial de Santiago.  

### Carrera legislativa
Valentín fue diputado en la Cámara de Diputados por tres períodos consecutivos entre 1998 y 2010. Luego fue electo senador por Santiago y sirvió dos períodos hasta 2020. Durante su carrera legislativa, trabajó en reformas al sistema penal, transparencia y derechos humanos, presidiendo la Comisión Permanente de Justicia.

### Fundación de Justicia Social
En noviembre de 2022, tras 37 años en el Partido de la Liberación Dominicana (PLD), Valentín anunció su salida y comenzó a fundar el partido político Justicia Social. El partido fue reconocido oficialmente por la Junta Central Electoral (JCE) en julio de 2023.

### Superintendencia de Seguros
El 22 de agosto de 2024, el presidente Luis Abinader designó a Valentín como Superintendente de Seguros, con el objetivo de fortalecer y modernizar el sector asegurador del país.

## Publicaciones
Valentín también es académico y autor, y ha publicado obras sobre derecho constitucional y ciencia política.